# Alexandr Artemida
Alexandr Serguéyevich Artemida –en ruso, Александр Сергеевич Артемида– (Vladivostok, URSS, 14 de marzo de 1975) es un deportista ruso que compitió en piragüismo en la modalidad de aguas tranquilas. Ganó dos medallas en el Campeonato Mundial de Piragüismo entre los años 1999 y 2002, y dos medallas en el Campeonato Europeo de Piragüismo entre los años 2000 y 2002.

## Palmarés internacional
| Campeonato Mundial | Campeonato Mundial | Campeonato Mundial | Campeonato Mundial |
| Año                | Lugar              | Medalla            | Competición        |
| ------------------ | ------------------ | ------------------ | ------------------ |
| 1999               | Milán (Italia)     | Medalla de oro     | C2 200 m           |
| 2002               | Sevilla (España)   | Medalla de plata   | C4 500 m           |
| Campeonato Europeo |                    |                    |                    |
| Año                | Lugar              | Medalla            | Competición        |
| 2000               | Poznań (Polonia)   | Medalla de bronce  | C2 200 m           |
| 2002               | Szeged (Hungría)   | Medalla de plata   | C4 500 m           |